# Centrale nucléaire de Callaway
La centrale nucléaire de Callaway est située près de Fulton dans le comté de Callaway de l'État du Missouri sur un terrain de 21 km2.

## Description
Cette centrale est l'unique centrale nucléaire du Missouri et elle est équipée d'un réacteur à eau pressurisée (REP) à quatre boucles construit par Westinghouse :
- Callaway 1 : 1 143 MWe, mis en service en 1984 pour 40 ans (2024).

Elle appartient à Ameren Corporation et elle est exploitée par AmerenUE.
Les quatre générateurs de vapeur ont été récemment remplacés en 63 jours et 13 heures ce qui représente un record pour ce type de travaux sur un réacteur à quatre boucles.
En août 2015, Areva acheve l'installation d'un couvercle de cuve intégré.

## Effet Callaway
La centrale nucléaire de Callaway donne son nom au phénomène de déséquilibre de puissance sur les réacteurs à eau pressurisé doté de quatre boucles primaires.  
Sur les réacteurs trois boucles, il existe un déséquilibre de puissance entre les boucles dû à l'encrassement des générateur de vapeur. Ce déséquilibre évolue très lentement dans le temps. À l'inverse sur un réacteur à quatre boucle il peut apparaître un phénomène de déséquilibre des débits hydraulique entre les boucles. Ce phénomène est intermittent et aléatoire. 